# Zakon o obrambi Republike Slovenije
Zakon o obrambi Republike Slovenije (kratica ZObr) je zakon, ki 
ureja vrsto, organizacijo in obseg obrambe države. Temeljni namen obrambe je odvračanje napada na državo ter obramba neodvisnosti, nedotakljivosti in celovitosti države. Obrambo države sestavljata vojaška in civilna obramba.